# Trần Bửu Ngọc
Trần Bửu Ngọc (sinh ngày 19 tháng 6 năm 1991) là một cầu thủ bóng đá chuyên nghiệp người Việt Nam đang chơi ở vị trí thủ môn cho Tiền Giang tại giải Hạng Nhì Quốc gia.

## Sự nghiệp câu lạc bộ
Bửu Ngọc trưởng thành từ lò đào tạo của Đồng Tháp sở hữu chiều cao khá tốt. Năm 2011, Bửu Ngọc được đôn lên chơi ở đội một Đồng Tháp, bắt dự bị cho thủ môn Bùi Tấn Trường. Ngày 15 tháng 5 năm 2011 trong trận gặp Hoàng Anh Gia Lai, Bửu Ngọc có lần đầu tiên xuất hiện ở V.League khi bắt chính thay Tấn Trường bị chấn thương.
Giai đoạn 2 V-League 2015 anh bất ngờ về chơi cho câu lạc bộ Cần Thơ cho đến năm 2017.
Tại HAGL Trần Bửu Ngọc là người Đồng Tháp thứ 6 đi theo tiếng gọi của HAGL. Trong quá khứ, những đồng hương của Bửu Ngọc gồm Đoàn Việt Cường, Phan Thanh Bình, Dương Văn Pho, Nguyễn Minh Nghĩa và Nguyễn Quý Sửu đã để lại khá nhiều dấu ấn ở phố Núi.
Không giống như những đàn anh, Bửu Ngọc gia nhập HAGL khi anh đang chấp chới trong sự nghiệp. Lại kể chuyện vẫn chưa cũ, kết thúc giai đoạn 1 V.League 2019, Trần Bửu Ngọc khăn gói rời Thanh Hóa với những chuyện lùm xùm nội bộ. Thủ thành sinh năm 1991 này rời xứ Thanh với tâm trạng chẳng biết đi đâu về đâu khi mọi đội bóng đã chốt sổ. Hoặc một vài lời đề nghị bị anh từ chối vì chê lương thấp, tiền lót tay không cao. Cho đến giai đoạn 2, Bửu Ngọc ngược ra Phố Hiến để chơi tại giải hạng Nhất.
Phải thừa nhận rằng, Bửu Ngọc góp một phần không nhỏ giúp Phố Hiến giành chiếc vé dự play-off lên V.League 2020 (sau đó để thua Nam Định). Tuy nhiên, bấy nhiêu đó không đủ để Phố Hiến giữ anh bằng mọi giá. Đã có những thông tin cho rằng, Ngọc đã trên đường đến với CLB TP.HCM. Cụ thể, đôi bên đã đạt được thỏa thuận nhưng phút chót, mối lương duyên này đổ bể vì một cái gì đó mà chính Ngọc cũng không hiểu.

## Sự nghiệp quốc tế
Sau một mùa giải thi đấu xuất sắc trong màu áo Đồng Tháp, anh được huấn luyện viên Falko Götz gọi lên đội tuyển U-23 Việt Nam tham dự SEA Games 26 tại Indonesia. Ban đầu, Bửu Ngọc chỉ là sự lựa chọn thứ hai của U-23 Việt Nam sau Nguyễn Tuấn Mạnh ở vị trí trấn giữ khung gỗ. Tuấn Mạnh chơi không tốt ở trận thắng 3–1 trước U-23 Philippines và lập tức mất chỗ vào tay Bửu Ngọc. Bắt chính 4 trận còn lại của vòng bảng, Bửu Ngọc tiếp tục được tin tưởng ở bán kết gặp chủ nhà Indonesia. Phút 25 trận bán kết, sau pha nhảy lên bắt bóng, Bửu Ngọc bị tiền đạo chủ nhà chơi xấu. Anh sau đó bị ngã, chạm cổ vào hệ thống thoát nước sân vận động Gelora Bung Karno đặt ngay cạnh khung gỗ. Được các bác sỹ chăm sóc, Bửu Ngọc đã nén đau thi đấu hết trận. Sau đó, anh được chuẩn đoán bị chấn thương cơ cổ và không thể có mặt trong trận tranh HCĐ với Myanmar.
Hai năm sau, tại SEA Games 27 trên đất Myanmar, Bửu Ngọc và các đồng đội đã có một giải đấu không thành công khi đội tuyển không vượt qua được vòng bảng.
Bửu Ngọc ra mắt đội tuyển quốc gia Việt Nam vào ngày 22 tháng 3 năm 2013 trong trận gặp Hồng Kông tại vòng loại Asian Cup 2015. Trong trận giao hữu với câu lạc bộ Arsenal tại sân Mỹ Đình ngày 17 tháng 7 năm 2013, hiệp 2 anh được vào sân thay thế thủ môn Dương Hồng Sơn. Đến phút 89, anh bị thẻ đỏ trực tiếp do lỗi chơi bóng bằng tay ngoài vòng cấm.
Năm 2014, Bửu Ngọc được gọi lên tuyển Olympic Việt Nam tham dự Asiad 17 tại Hàn Quốc. Anh đã có một giải đấu cực kỳ xuất sắc khi cùng các đồng đội lọt vào vòng 1/8.

## Thống kê sự nghiệp

### Quốc tế
Tính đến ngày 22 tháng 3 năm 2013
| Đội tuyển quốc gia | Năm  | Trận | Bàn |
| ------------------ | ---- | ---- | --- |
| Việt Nam           | 2013 | 1    | 0   |
| Tổng               | Tổng | 1    | 0   |

## Danh hiệu
Đồng Tháp
- V.League 2: 2014